# Skunk D.F.
Skunk D.F. es un grupo de metal alternativo formado en Madrid, España, en 1995.

## Historia

### Inicios
La banda se fundó a finales del año 1995 por iniciativa de su fundador, Pepe Arriols (bajo y coros), quien en la primera mitad de los años 1980 había sido miembro de las bandas punk PBNSK y III Guerra Mundial. La nueva banda comenzó como Skunk y más tarde con la unión de Raúl Guerra con un nuevo estilo graban una maqueta desde el local de ensayo junto a Roberto Galán a los botones. Después se une la voz única y grande de Germán González como vocalista (No Flowers Field) cambiando totalmente el estilo y deciden añadirle el D.F. y registrar el nombre SKUNK D.F. Empieza la banda. 

### Período deNu metal
En este período el estilo de la banda estaba influenciada por grupos de nu metal clásico como KoRn o Deftones. Su primer trabajo publicado fue el EP Telebasura (Zero Records) producido por Luis Tárraga (Hamlet) y posteriormente lanzaron su primer álbum Equilibrio (1999) de la mano de Goldtrack Records. Este álbum hizo que fueran reconocidos en Europa, y llegasen a recibir críticas similares a las de Slipknot en diversas revistas especializadas de metal.
En 2001 salió a la venta Dentro, licenciado a un sello británico Apocalypse-Snapper llegando a ser distribuido a nivel independiente por casi toda Europa. También tiene su distribución en algún otro país más llegando incluso a Sudáfrica.
En 2003 se publicó el tercer álbum de Skunk D.F. titulado Neo (Zero Records). Este es el segundo trabajo con esta discográfica. La portada del álbum fue realizada en un concurso en Metal Planet.

### Período de metal y rock alternativo
En 2005 la banda sacó un cuarto disco titulado El año del dragón (Zero Records), grabado en Cube Estudio y producido por Alberto Seara con un cambio significativo de sonido. En la canción que da nombre al álbum, El año del dragón hay una colaboraciones de Carlos Escobedo (Sôber, Savia) y Curtonates (Terroristars, ex-Kaothic). Con este disco avanza hacia un sonido más alternativo y experimental.
Posteriormente lanzaron su quinto álbum Esencia (Zero Records/El diablo) grabado, mezclado y masterizado a principios de 2007 por Alberto Seara en Cube Estudios. Con este nuevo disco graban su videoclip Supernova y definen totalmente su estilo más próximo a El año del dragón que a sus anteriores trabajos.
El 19 de septiembre de 2009 la banda subió a su MySpace el tema «Adiós», que apareció en el álbum El crisol, publicado en el 9 de octubre de ese mismo año.
El 5 de mayo de 2011 sacaron a la venta un nuevo DVD en directo de la banda titulado En directo desde Madrid/Sala Heineken. Fue grabado en la madrileña Sala Heineken el 22 de enero de 2011 e incluye 26 canciones en directo, una de ellas es un nuevo tema titulado «1995». El DVD incluye también el videoclip de Decreto ley, un documental grabado durante su gira y un amplio libreto con fotografías exclusivas.
En diciembre de 2012 sale a la luz su séptimo álbum de estudio: Perseidas, en el que por primera vez prescinden de las compañías discográficas y de cualquier otro intermediario entre el grupo y los fanes. Han grabado un videoclip: El final de la diplomacia.

## Miembros
A lo largo de su historia, el grupo ha sufrido varios cambios de formación, quedando solo Germán González y Pepe Arriols de la original.
- Germán González – voz, composición de letras y programaciones.[1996-2022]
- Pepe Arriols – bajo eléctrico, coros [1995-2022]
- Rodri Arias – guitarra y coros [2017-2022]
- Eduardo Brenes – batería, piano y programaciones [2006-2022]
- David Ramos – guitarra. [2007-2022]

## Antiguos miembros
- Roberto García - guitarra (1995-1999)
- Fernando Lamoneda – guitarra (1999-2004)
- Alberto Marín – guitarra (actualmente en Kaothic y Def con Dos) (2004-2008)
- Roy Wasercier – guitarra (2005-2007) - ex Liquid Sun, DeLamarca
- David Obelleiro – guitarra (2002-2003) (ex-Super Skunk y Sindicato del Crimen)
- Raúl Guerra – guitarra, programador y mezclas (1995-2002).
- Roberto Galan - batería, mezclas y máster (1995-1996)
- Alfonso H. Trancon - batería y percusión (1996-1999)
- Álvaro García – batería y percusión (1999-2006)
- Xavi Igual – guitarra y coros (2008-2017)

## Discografía

### EP
- Telebasura (Zero Records, 1997)
- Todo sobre mis padres (GoldTrack Records, 2000)

### Álbumesde estudio
- Equilibrio (GoldTrack Records, 1999)
- Dentro (Apocalypse-Snapper, 2001)
- Neo (Zero Records, 2003)
- El Año del Dragón (Zero Records, 2005)
- Esencia (Zero Records-Million Records, 2007)
- El crisol (SDF Records/Maldito Records, 2009)
- Perseidas (SDF Records, 2012)
- "20 aniversario" recopilatorio (Maldito Records 2014)
- Pigmalión (Maldito Records, 2016)

### Álbumes en directo
- Carpe diem (Zero Records, 2007)
- En directo desde Madrid/sala Heineken. DVD en directo (SDF Records, 2011)

### Ediciones especiales
- Edición americana El año del dragón (Pistolero Records, 2006)
- Edición especial esencia (Zero Records-Million Records, 2008)
- "20 aniversario" recopilatorio (Maldito Records, 2014)

### Vídeos
- Perro muerto (videoclip)
- Anestesia (videoclip)
- Musa (videoclip)
- Carpe diem (videoclip)
- Supernova  (videoclip)
- En noches como esta (videoclip)
- Decreto ley (videoclip)
- El final de la diplomacia (videoclip)
- Si pudieras verme ahora (videoclip)
- Algo Grande (videoclip)
- Arde (videoclip)
- Impermeable (videoclip)
- Samsara (videoclip)